# Hevesi Sándor Színház
A Hevesi Sándor Színházat 1983-ban alapították Zalaegerszegen. 1984-től 2013-ig Nádasdy Kálmán nevét viselő színészképző stúdió üzemelt az állandó színház épületében.

## Története
Zalaegerszegen professzionális színház létrehozása az 1980-as évek elején vált reálissá. 1982. március 1-én alapította meg Zala Megye Tanácsa a Zalaegerszegi Állandó Színházat. A társulat a Szegedről érkező Ruszt József vezetésével alakult meg, aki magával hozott 13 színészt és néhány színházi embert. A Zalaegerszegi Állandó Színház első bemutatója Paul Foster: Tom Paine, avagy a józan ész diadala címmel 1982. július 28-án Egerváron, a Várkastély színpadán volt, majd ugyanez az előadás 1982. szeptember 30-án a színháznak ideiglenes otthont adó Városi Művelődési Központban került bemutatásra. A társulat egy évvel később a Megyei Művelődési Központ (a kor ízlésének megfelelően átépített) épületébe költözött be. A megye híres szülöttjének, Hevesi Sándornak nevét vette fel a teátrum. A Zalaegerszegi Állandó Színház, immár Hevesi Sándor Színházként 1983. október 11-én Madách Imre Az ember tragédiája című drámájának díszbemutatójával kezdte meg működését. Az előadáson a zalaegerszegi születésű Gábor Miklós színművész alakította Lucifer szerepét. Az intézmény igazgatói feladatait 1984-ig Varga Zoltán, majd távozását követően Ruszt József látta el. A színházalapító színigazgató Ruszt József az úgynevezett rétegszínház elvét vallotta, amely a következő: 
Sokszínű műsorpolitika, sok műfaj, újszerű megvalósítás, amely lehetővé teszi, hogy az érdeklődők, a lakosság minden rétegéből utat találjanak a színházhoz. A beavató színházi előadásokon pedig alapművek bemutatásával a fiatalok nézővé nevelését, a színház iránti érdeklődését felkelteni.
A Ruszt József által kialakított színházi arculat és a repertoárok összeállításában követett elvek, szinte változás nélkül napjainkig megmaradtak. 1984-től a színház különleges vállalkozása volt a Nádasdy Kálmán Színészképző Stúdió, amely közel harminc éves működése alatt több színművészt adott Zalaegerszegnek és a hazai színjátszásnak. A Kossuth-díjas Ruszt József rendezőként 2004-ben visszatért színházához, ahol újra megrendezte a 20 évvel azelőtt nagy sikerrel bemutatott Madách Tragédiát, amelyben felvonultatta az eredeti (korábbi) szereposztásban is a két főszerepet játszó színművészt, az Évát alakító Fekete Gizit és az Ádámot játszó Szalma Tamást. Az első időszaktól kezdve több fotókiállítást, képzőművészeti tárlatot is megtekinthettek a színház látogatói, nézői. 
1988-tól 1997-ig a szintén alapító tag Halasi Imre vette át az igazgató-főrendezői feladatokat. Az operett- és musicaldarabok sikerében nagy szerepet játszó rendező nem tért le az elődje által kikövezett útról, amely hozzájárult ahhoz, hogy alkalmazkodva a viszonylag egyszerű szórakozási igényeket felmutató környező falvakból el tudta csábítani a közönséget és egyúttal szép számmal ért el szakmai sikereket is. A korszak egyik legendás előadása a Csárdáskirálynő című operett volt, amelyben a főszereplő Egervári Klárát és a színészeket az előadás után az utcán ünnepelte a közönség. Az 1980-as évek végétől itt, a Hevesi Sándor Színházban talált otthonra a Nyílt Fórum, amely fiatal drámaíróknak nyújtott bemutatkozási lehetőséget, a szerzők így "élőben", a színészekkel alakíthatták darabjaikat. 1989-ben három város (Graz, Ljubljana, Zalaegerszeg) együttműködésében a Theatrio fesztivál elnevezésű nemzetközi, 1994-ben pedig a hazai színházi találkozót rendezték meg az épületben.
1997-től 2009-ig Stefán Gábor volt a színház igazgatója. A színház művészeti vezetésében ekkoriban Bereményi Géza és Bagó Bertalan is részt vett. A korszak jelentős bemutatói voltak Az arany ára, a Kurázsi mama, A hegedűs a háztetőn, és a Shakespeare-sorozat (Hamlet, Macbeth, III. Richard). A Falujárás című rendezvénysorozattal pedig  a zalai községekbe is elvitték a színház élményét. Többek között ennek is köszönhető, hogy 2003-ban, húsz évvel az alapítás után 9300 bérletese volt a színháznak. Ebben az időszakban újították fel a színház épületet is. 
2010-től Besenczi Árpád látja el a színházigazgatói feladatokat.
2002 őszétől a színházat a városi és a megyei önkormányzat közösen tartja fenn.

## Játszóhelyek
A Hevesi Sándor Színház az előadásait az alábbi helyszíneken tartja:
A színház épületében (Zalaegerszeg, Ruszt József tér 1.)
- Nagyszínpad
- Stúdió (a korábbi Házi Színpad) ― (ez a játszóhely megszűnt, illetve átalakult)

2007-től  a színház épületében működik és tartja előadásait a Griff Bábszínház is, a korábbi Stúdió (Házi Színpad) helyén. A Hevesi Sándor Színház stúdió jellegű kamaraszínházi előadásait is itt, a Griff Bábszínházban láthatták a nézők.
- Lakásszínház az Ady 10-ben ― (ez a játszóhely megszűnt)

Külső helyszínek
- Tantermi Deszka (Osztálytermi ifjúsági előadások, - tanitézmények (általános- és középiskolák) a helyszínei az előadásoknak.)

## Igazgatók
- Ruszt József (1982–1983) megbízott igazgató
- Varga Zoltán (1983–1984)
- Ruszt József (1984–1988)
- Halasi Imre (1988–1997)
- Stefán Gábor (1997–2009)
- Szabó József (2009–2010) megbízott igazgató
- Besenczi Árpád (2010–)

## Társulat (2024/2025)

### A színház vezetése
- Igazgató: Besenczi Árpád
- Művészeti vezető: Mihály Péter
- Gazdasági igazgató: Némethné Andor Katalin
- Zenei vezető: Máriás Zsolt

### Színészek
- Andics Tibor
- Baj László
- Bálint Péter
- Bellus Attila
- Bot Gábor
- Czegő Teréz
- D. Varga Ádám
- Debrei Zsuzsanna
- Dura Veronika
- Ecsedi Erzsébet
- Farkas Gergő
- Farkas Ignác
- Fritz Attila
- Helvaci Ersan David
- Hertelendy Attila
- Kiss Ernő
- Kovács Martin
- Kovács Virág
- Kováts Dóra
- Magyar Cecília
- Mihály Péter
- Pap Lujza
- Szakály Aurél
- Támadi Anita
- Ticz András
- Wellmann György

### Örökös tagok
- Balogh Tamás
- Bereményi Géza
- Boncz Barnabás
- Böhm György
- Czegő Teréz
- Ecsedi Erzsébet
- Egervári Klára
- Farkas Ignác
- Farkasné Vizlendvai Ilona
- György János
- Halasi Imre
- Ruszt József
- Wellmann György

## A 2024-2025-es évad bemutatói
- Ray Cooney: Páratlan páros (rendező: Besenczi Árpád: bemutató: 2024. szeptember 27.)
- Moravetz Levente – Szolnoki Péter: Sárkányszív (Rendező: Moravetz Levente bemutató: 2024. október 11.)
- Gergely Róbert – Duba Gábor – Szolnoki Péter: Bőröndmese (rendező: Gergely Róbert bemutató: 2024.november 4. )
- Eric Toledano – Olivier Nakache – Molnár Anna – Perczel Enikő – Szabó Máté: Életrevalók (rendező: Funtek Frigyes, bemutató: 2024.november 22.)
- William Shakespeare: Rómeó és Júlia (rendező: Mihály Péter, bemutató:  2025. január 17.)
- Robert Thomas: Nyolc nő (rendező: Kis Domonkos Márk, bemutató: 2025. február 21.)
- Fenyő Miklós – Novai Gábor:  Hotel Menthol (rendező: Böhm György, bemutató: 2024. március 8.)
- Mikó Csaba: Az ifjú Mátyás (rendező: Mihály Péter)